# Эскадренные миноносцы типов O и P
Эскадренные миноносцы типов O и P — тип эскадренных миноносцев, состоявший на вооружении Королевских ВМС Великобритании в период Второй мировой войны. Первые представители «нового промежуточного» типа эсминца, концепция которого сложилась в Адмиралтействе в 1938 году. Они должны были занять промежуточное положение между большими «флотскими» (fleet) эсминцами (начиная с типа «Tribal») и эскортными миноносцами типа «Hunt».

## История создания и особенности конструкции

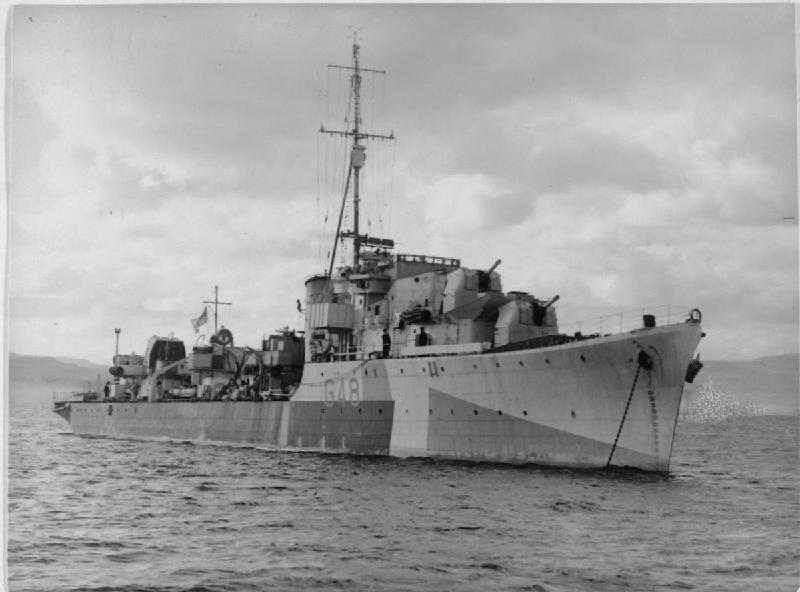
Эскадренный миноносец HMS Obedient

23 ноября 1938 Лорд Адмиралтейства адмирал Бэкхаус предложил требования для промежуточного (между J и I типами), пригодного для быстрой постройки эсминца. Первоначальный проект базировался на размерениях лидеров специальной постройки для «стандартных эсминцев», таких как HMS Inglefield. Адмиралы хотели, чтобы новый корабль нёс пять пушек (5×1), а не четыре (как тип I), четырёхтрубные торпедные аппараты, счетверённый «Пом-пом» и дальность экономического хода как у эсминцев типа F. Планировалось использовать как одиночные, так и спаренные 120-мм артиллерийские установки, но потом от последних отказались, рассматривались варианты: 2×2, 2×2 + 1×1, 4×1. Варианты размещения артиллерии имели свои плюсы и минусы. Плюсы одиночных установок состояли в более высокой скорострельности в начальный период боя, надежность, меньшая площадь цели, представляемая щитом, стоимость двух одинарных щитовых установок была ниже, чем спаренной; к недостаткам — невозможность долговременного поддержания высокого темпа стрельбы из-за усталости заряжающих, так же две установки ручного заряжания требовали расчёт в полтора раза больший, чем одна спаренная механизированного. Пятипушечный вариант отклонили, посчитав слишком большим — 1655 дл. тонн, 345 футов (105,2 м). Проектную дальность тоже уменьшили. В окончательном виде «промежуточный» ЭМ при стандартном водоизмещении около 1500 дл. т имел вооружение из четырёх одноорудийных 120-мм установок, многоствольного «пом-пома», двух счетверённых 12,7-мм пулемётов и двух четырёхтрубных ТА, то есть от ЭМ типа «H» он отличался только наличием «пом-пома» и чуть большим запасом ГБ (до 30). Полностью снаряжённые и укомплектованные эсминцы оценили по цене £ 500 000, по сравнению с 480 000 £ для эсминца типа H. Но лидер типа H «Харди», который имел схожие размеры и, вероятно, наиболее сопоставимую цену постройки, на самом деле стоил £ 540 000; а в среднем эсминец типа J обладал стоимостью £ 635 000 и оценку поменяли на £ 580 000. Типы «O» и «P» строились по образцу эсминцев типа «J» (лишь незначительно уменьшили размеры).
Заказ на постройку 8 кораблей типа «О» был выдан в день вступления Англии в войну — 3 сентября 1939, в рамках «Чрезвычайной военной программы» (поэтому корабли этого типа называли «1-й чрезвычайной флотилией»), заказ ещё на 8 точно таких же кораблей (тип «Р» или «2-я чрезвычайная флотилия») последовал ровно месяц спустя.
| Тактико-технические элементы британских эсминцев |                              |                              |                        |                                                    |                        |                        |
| Тип                                              | «O и P»                      | «J, K и N»                   | «Инглфилд»             | «E и F»                                            | «I»                    | «Харди»                |
| Построено единиц                                 | 16                           | 24                           | 1                      | 16                                                 | 12                     | 1                      |
| Размерения Д×Ш×О, м                              | 105×10,62×4,1                | 108,6×10,8×4,17              | 102,72×10,5×3,89       | 100,28×10,0×3,81                                   | 98,45×10,1×3,78        | 102,72×10,36×3,89      |
| Водоизмещение, стандартное/полное, дл. т         | 1610/2220                    | 1751/2369                    | 1568/2144              | 1390/1940                                          | 1370/1920              | 1455/2053              |
| Артиллерия ГК                                    | 120-мм/45 — 4×1              | 120-мм/45 — 3×2              | 120-мм/45 — 5×1        | 120-мм/45 — 4×1                                    | 120-мм/45 — 4×1        | 120-мм/45 — 5×1        |
| Зенитная артиллерия                              | 40-мм/40 — 1×4 12,7-мм — 2×4 | 40-мм/40 — 1×4 12,7-мм — 2×4 | 12,7-мм — 2×4          | 12,7-мм — 2×4                                      | 12,7-мм — 2×4          | 12,7-мм — 2×4          |
| Торпедное вооружение                             | 2 × 4 — 533-мм               | 2 × 5 — 533-мм               | 2 × 5 — 533-мм         | 2 × 4 — 533-мм                                     | 2 × 5 — 533-мм         | 2 × 4 — 533-мм         |
| Противолодочное вооружение                       | ГЛ «Асдик», 30 ГБ            | ГЛ «Асдик», 30 ГБ            | ГЛ «Асдик», 20 ГБ      | ГЛ «Асдик», 20 ГБ                                  | ГЛ «Асдик», 20 ГБ      | ГЛ «Асдик», 20 ГБ      |
| Энергетическая установка                         | ПТ, 2 ПК, 40 000 л. с.       | ПТ, 2 ПК, 40 000 л. с.       | ПТ, 3 ПК, 38 000 л. с. | ПТ, 3 ПК, 36 000 л. с.                             | ПТ, 3 ПК, 34 000 л. с. | ПТ, 3 ПК, 38 000 л. с. |
| Максимальная скорость, узлов                     | 36,75                        | 36                           | 36                     | 35,5                                               | 35,5                   | 36                     |
| Запас топлива, т                                 | 484                          | 491                          | 477                    | 480                                                | 477                    | 477                    |
| Дальность плавания, морские мили                 | 3850 на 20 узлах             | 3500 на 20 узлах             | 5870 на 15 узлах       | 4390 на 20 узлах 6350 на 15 узлах 6840 на 12 узлах | 5530 на 15 узлах       | 5550 на 15 узлах       |
| Экипаж, чел.                                     | 176                          | 183                          | 178                    | 145                                                | 145                    | 175                    |

## Конструкция

### Архитектурный облик
Эсминцы этого типа отличались от Джервисов немного уменьшенными размерами и простейшими одноорудийными артиллерийскими установками главного калибра. Эсминцы имели одинарное дно.

### Энергетическая установка

#### Главная энергетическая установка
Главная энергетическая установка повторяла применённую на типе «Джервис» и включала в себя два трёхколлекторных Адмиралтейских котла с пароперегревателями и два одноступенчатых редуктора, четыре паровых турбины Парсонса. Две турбины (высокого и низкого давления) и редуктор составляли турбозубчатый агрегат. Размещение ГЭУ — линейное. Котлы размещались в изолированных отсеках, турбины — в общем машинном отделении, при этом были отделены от турбин водонепроницаемой переборкой. Котлы отличались надёжностью и были достаточно экономичны: КПД у «адмиралтейских» котлов составлял 76 %, что мало отличалось от характеристик котлов других флотов, кроме новых котлов Сюраль-Индрэ, применявшихся во французском флоте, тепловой КПД которых составлял 82 %.
Масса силовой установки составила 536 дл. тонн.
Рабочее давление пара — 21,2 кгс/см² (20,5 атм.), температура — 332 °C(630 °F).

#### Электропитание
Напряжение сети — 220 В. Электричество вырабатывали два турбогенератора мощностью по 155 кВт. Были так же два дизель-генератора по 50 кВт и один мощностью 10 кВт.

#### Дальность плавания и скорость хода
Проектная мощность составляла 40 000 л. с. при частоте вращения 350 об/мин, что должно было обеспечить скорость хода (при полной нагрузке) в 32 узла(32,25), максимальная скорость при стандартном водоизмещении должна была составить 36,75 узла.
Запас топлива хранился в топливных танках, вмещавших 484 (1-я и 3-я)  или 500 (2-я группа) тонн мазута, что обеспечивало дальность плавания 3850 миль 20-узловым ходом.

### Мореходность
Корабли традиционно имели хорошую мореходность.

### Вооружение

#### Артиллерия главного калибра
Артиллерия главного калибра (ГК) у эсминцев типа О: 120-мм орудия Mark IX** с длиной ствола 45 калибров в установках CP XVIII в количестве 4 орудия. Максимальный угол возвышения 40°, снижения 10°. Масса снаряда 22,7 кг, начальная скорость 807 м/с, максимальная дальность 15 520 м. Орудия обладали практической скорострельностью 10 — 12 выстрелов в минуту. Боезапас включал в себя 250 выстрелов на ствол.

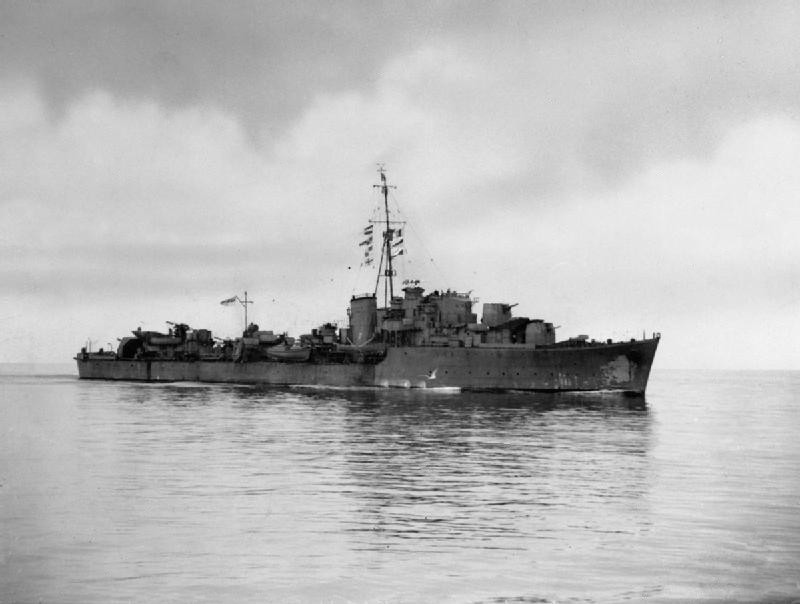
Эскадренный миноносец HMS Panther 23-28 января 1942 года

В феврале 1941 года последовало решение перевооружить 8 кораблей (6 типа «Р» и 2 типа «О», для единообразия два последних поменяли свои названия на начинающиеся с буквы «Р») со 120-мм на 102-мм зенитные (четыре на местах штатных орудий, ещё одно — вместо одного из ТА). Уменьшившаяся при новом вооружении нагрузка позволила усилить противолодочное вооружение.
Артиллерия главного калибра (ГК) у эсминцев типа «Р»: 102-мм орудия Mark V с длиной ствола 45 калибров в установках Mk III** в количестве 5 орудий. Максимальный угол возвышения 80°, склонения 5°. Масса снаряда 15,2 кг, начальная скорость полёта снаряда составляла 728 м/сек (по другим данным, 805 м/сек), дальность стрельбы при угле возвышения 44° — 15 020 м, досягаемость по высоте при 80° — 9450 м. Орудия обладали скорострельностью 10—15 выстрелов в минуту (14 выстрелов в минуту при возвышении 50°). Боезапас включал в себя 300 выстрелов на ствол.

#### Зенитное вооружение
Зенитное вооружение у первых четырёх первоначально составляли пара счетверённых 12,7-мм пулемёта, Vickers .50 у мостика на специальных платформах, но на всех эсминцах, кроме HMS Oribi, ещё до ввода в строй пулемёты были заменены на 4 20-мм «эрликона». Пом-пом находился сразу за дымовой трубой. Двухфунтовый автомат «Виккерс», прозванный «пом-помом» за характерный звук, издаваемый при выстреле, имел длину ствола 40,5 калибра и обеспечивал 764-граммовому снаряду начальную скорость 732 м/с. Досягаемость по высоте была не очень большая — 3960 м. Это отчасти компенсировалось высокой — 100 выстрелов/мин на ствол скорострельностью, позволявшей развивать высокую плотность огня.

#### Торпедное вооружение
Торпедное вооружение включало в себя 533-мм четырёхтрубный торпедный аппарат. Торпеды Mk.IX** состоявшие на вооружении с 1939 года имели максимальную дальность 11 000 ярдов (10 055 м) ходом 41 узел. Боеголовка содержала 810 фунтов (367 кг) торпекса.

## Служба и модернизации

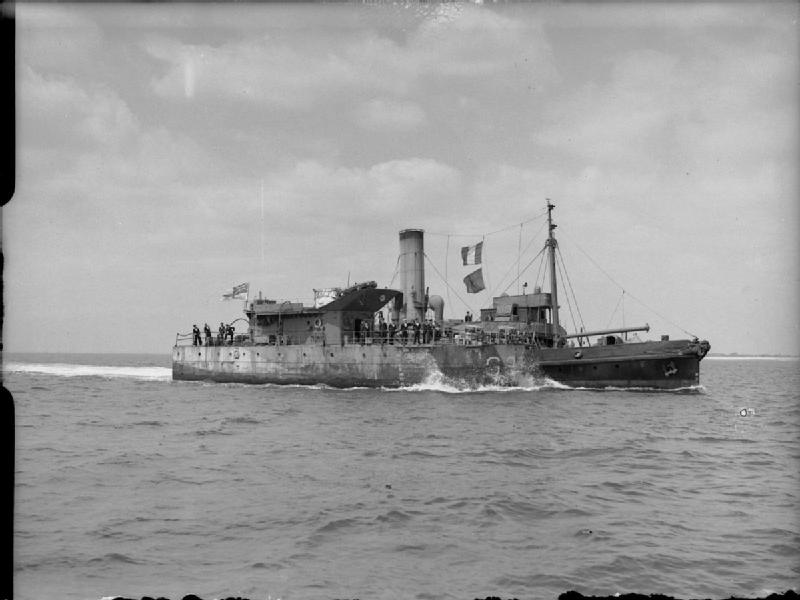
Корма HMS Porcupine, известная как HMS Pine, на буксире в Портсмуте

В марте 1941 г. было решено оборудовать 4 корабля типа «О» в качестве минзагов. Как и в случае с кораблями типа «Р», их вооружение было изменено со 120-мм на 102-мм орудия, но их число сократили до 4, возвратили на своё место второй ТА, а на палубе в корму от дымовой трубы смонтировали минные рельсы на 60 мин. При приеме полного числа мин предусматривалось снятие одного из 102-мм орудий и одного ТА для уменьшения нагрузки.
В 1943—1944 гг. с эсминцев Onslow, Offa, Onslaught, Penn, Petard, Pathfinder и Paladin снято 102-мм орудие и на своё проектное место возвращён ТА. Одновременно на кораблях 1-й и 2-й групп усилено противолодочное вооружение — до четырёх БМБ и двух БС (60 ГБ). К началу 1944 года количество «эрликонов» было увеличено до 6.

## Список эсминцев типа

### тип О[6]
1-я группа (тип «О»)
- Onslow (ex-Pakenham), G17, John Brown & Company, 15.1.1940/11.3.1941 /9.1941 — передан Пакистану в 1949.
- Offa, G29, Fairfield Shipbuilding, 1.7.1940/31.3.1941/10.1941 —передан Пакистану в 1949.
- Onslaught, G04, (ex-Pathfinder) Fairfield Shipbuilding, 14.1.1941/9.10.1941/6.1942 — передан Пакистану в 1951.
- Oribi, G66,(ex-Observer) Fairfield Shipbuilding, 15.1.1940/14.1.1941/7.1941 — передан Турции в 1946.

2-я группа (тип «О»)
- Obdurate, G39, Denny, 25.4.1940/19.2.1942/9.1942 — искл. в 1964.
- Opportune, G80, Thornycroft, 28.5.1940/21.1.1942/8.1942 — искл. в 1955.
- Obedient, G48, Denny, 22.5.1940/30.4.1942/10.1942 — искл. в 1962.
- Orwell, G98, Thornycroft, 16.5.1940/2.4.1942/ 10.1942 —искл. в 1965.

### тип Р
3-я группа (тип «Р»)
| Номер вымпела | Название                  | Верфь-строитель           | Дата закладки | Дата спуска на воду | Дата вступления в состав флота | Судьба |
| ------------- | ------------------------- | ------------------------- | ------------- | ------------------- | ------------------------------ | --- |
| G06           | Pakenham (ex-Onslow)      | Hawthorn Leslie & Company | 6.2.1940      | 28 января 1941      | февраль 1942                   | погиб 16 апреля 1943 |
| G69           | Paladin                   | John Brown                | 22.7.1940     | 11 июня 1941        | декабрь 1941                   | исключён в 1962 году |
| G77           | Penn                      | Vickers-Armstrong         | 26.12.1939    | 12 февраля 1941     | февраль 1942                   | Исключён из состава флота в 1950 |
| G56           | Petard (ex-Persistent)    | Vickers-Armstrongs        | 26.12.1939    | 27 марта 1941       | 14 июля 1942                   | Исключён из состава флота в 1965 |
| G10           | Pathfinder (ex-Onslaught) | Hawthorn Leslie           | 5.3.1940      | 10 апреля 1941      | апрель 1942                    | Исключён из состава флота в 1948 |
| G41           | Panther                   | Fairfield                 | 15.7.1940     | 28 мая 1941         | декабрь 1941                   | погиб 9 октября 1943 |
| G93           | Porcupine                 | Vickers-Armstrong         | 26.12.1939    | 10 июля 1941        | август 1942                    | торпедирован немецкой подводной лодкой U-602 в Средиземном море 9 декабря 1942, разломился надвое; не ремонтировался, части назывались Pork и Pine. Исключён из состава флота в 1946 |
| G30           | Partridge                 | Fairfield                 | 3.6.1940      | 5 август 1941       | февраль 1942                   | погиб (торпедирован немецкой подводной лодкой U-565) 18 декабря 1942 |

## Оценка проекта

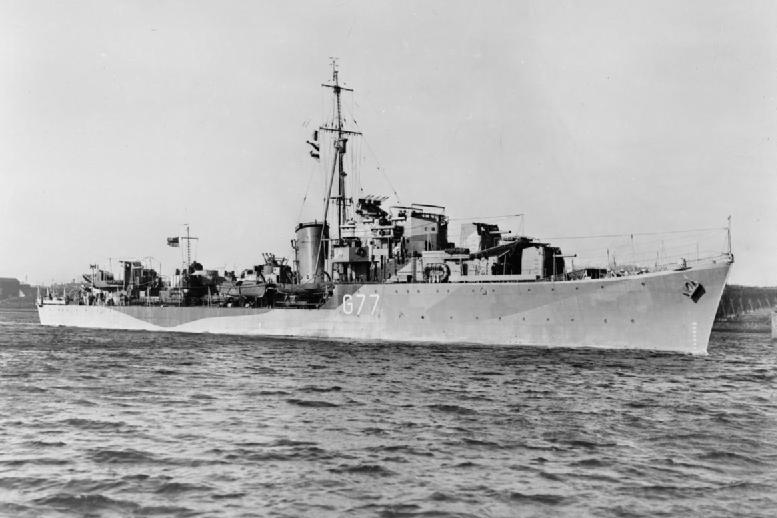
HMS Penn в марте 1942

В качестве проекта чрезвычайного эсминца британцы выбрали промежуточный тип между эскортными миноносцами типа Хант и большим флотским типом(по другой версии между типами H и J), пригодный для быстрой постройки. При этом его размеры и количество орудий ГК получились на уровне довоенного стандартного типа(лидера флотилии «стандартных эсминцев»). Главный калибр мог вести зенитный огонь (кроме первых четырёх кораблей), количество малокалиберной зенитной артиллерии увеличено, количество торпедных труб уменьшено, от запасных торпед отказались, зато увеличили количество глубинных бомб.

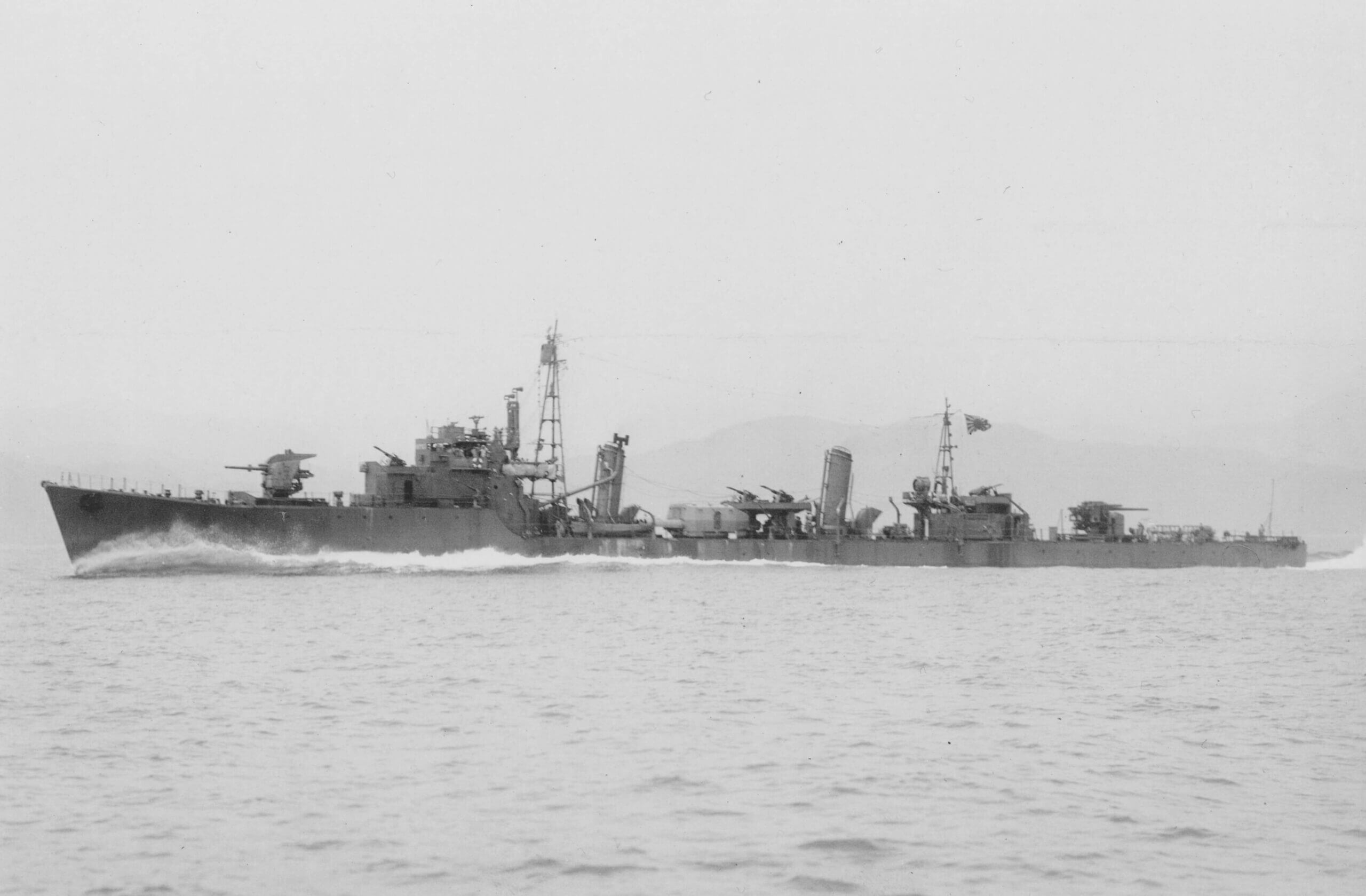
Японский эскортный эсминец «Момо»

Японцы при проектировании своего чрезвычайного эсминца пошли по тому же пути (размеры близкие к британскому стандартному типу, оптимизация для быстрой постройки), но решили ещё пожертвовать и скоростью.

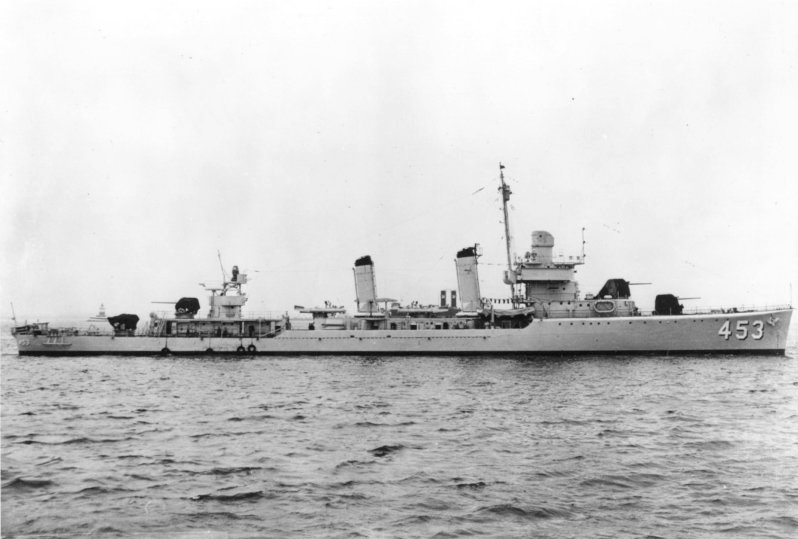
USS Bristol (DD-453) в октябре 1941

 Американцы в качестве мобилизационного взяли вариант эсминцев типа «Бенсон», которые могли строиться быстрее чем более крупные «Флетчеры», увеличили количество глубинных бомб и малокалиберной зенитной артиллерии, уменьшив количество торпедных труб и убрав одно орудие ГК, зато все орудия теперь располагались в полностью закрытых башнях, при этом не жертвовали ни размерами, ни скоростью и получили тип «Бристоль» (На просторах Атлантики разгорелась совершенно другая война. Здесь редко возникала угроза со стороны авиации, зато работы по конвоированию торговых судов, поиску подводных лодок и охранению боевых эскадр было предостаточно. Для решения этих задач «Флетчер» был слишком дорогим даже для самой богатой в мире державы. Но нужда в эскадренных миноносцах оставалась высокой, причем требования к их численности доминировали над мощью каждой единицы). Британские мобилизационные эсминцы имели особенности: на них не использовались башни, применялось линейное расположение главной энергетической установки, отсутствовало двойное дно и продольные переборки.
| ТТХ мобилизационных проектов и их предшественников |                        |                                   |                             |                               |                             |                        |                        |                        |
| Тип                                                | тип «Хант I»           | «H»                               | «P»                         | «Джервис»                     | «Торн»                      | «Симс»                 | «Мацу»                 | «Кагэро»               |
| Построено единиц                                   | 23                     | 24                                | 16                          | 24                            | 48                          | 12                     | 18                     | 19                     |
| Размерения Д×Ш×О, м                                | 85×8,8×3,27            | 98,45×10,06×3,78                  | 105×10,62×4,1               | 108,6×10,8×4,17               | 106,2×11,0×4,01             | 106,2×11,0×3,91        | 100×9,35×3,30          | 118,5×10,8×3,76        |
| Водоизмещение, стандартное/полное, дл. т           | 1000/1340              | 1370/1890                         | 1550/2250                   | 1751/2369                     | 1838/2572                   | 1764/2477              | 1262/1687              | 2033/2490              |
| Артиллерия ГК                                      | 102-мм/45 — 2×2        | 120-мм/45 — 4×1                   | 102-мм/45 — 5×1             | 120-мм/45 — 3×2               | 127-мм/38 — 4×1             | 127-мм/38 — 5×1        | 127-мм/40 — 1×2,1×1    | 127-мм/50 — 3×2        |
| Зенитная артиллерия                                | 40-мм/40 — 1×4         | 12,7-мм — 2×4                     | 40-мм/40 — 1×4, 20-мм — 4×1 | 40-мм/40 — 1×4, 12,7-мм — 2×4 | 40-мм/56 — 2×2, 20-мм — 4×1 | 12,7-мм — 4×1          | 25-мм — 12 (4 × 3)     | 25-мм — 2×2            |
| Торпедное вооружение                               | -                      | 2 × 4 — 533-мм                    | 1 × 4 — 533-мм              | 2 × 5 — 533-мм                | 1 × 5 — 533-мм              | 3 × 4 — 533-мм         | 1 × 4 — 610-мм         | 2 × 4 — 610-мм         |
| Противолодочное вооружение                         | ГЛ «Асдик», 30 ГБ      | ГЛ «Асдик», 20 ГБ                 | ГЛ «Асдик», 70 ГБ           | ГЛ «Асдик», 30 ГБ             | ГЛ «QC», 62 ГБ              | ГЛ «QC», 14 ГБ         | ГЛ Тип 93, 36 ГБ       | 18 ГБ                  |
| Энергетическая установка                           | ПТ, 2 ПК, 19 000 л. с. | ПТ, 3 ПК, 34 000 л. с.            | ПТ, 2 ПК, 40 000 л. с.      | ПТ, 2 ПК, 40 000 л. с.        | ПТ, 4 ПК, 50 000 л. с.      | ПТ, 3 ПК, 50 000 л. с. | ПТ, 2 ПК, 19 000 л. с. | ПТ, 3 ПК, 52 000 л. с. |
| Максимальная скорость, узлов                       | 27,5                   | 36                                | 36,75(37)                   | 36                            | 35                          | 35                     | 27,8                   | 35                     |
| Дальность плавания, морские мили                   | 2500 на 20 узлах       | 3800 на 20 узлах 5530 на 15 узлах | 3850 на 20 узлах            | 5500 на 15 узлах              | 3630 на 20 узлах            | 6500 на 12 узлах       | 3500 на 18 узлах       | 5000 на 18 узлах       |